# Paravachonium insolitum
Paravachonium insolitum är en spindeldjursart som beskrevs av William B. Muchmore 1982. Paravachonium insolitum ingår i släktet Paravachonium och familjen Bochicidae. Inga underarter finns listade i Catalogue of Life.